# スケーリング
スケーリング (scaling) とは、スケーラーという器具を使用し、歯面に沈着したプラーク、歯石、そのほかの歯面沈着物を機械的に除去すること。歯石除去ともいう。
スケーラーには手用スケーラー、超音波スケーラー、エアースケーラーがあり、それぞれ沈着状況・部位等に応じて使い分けられる。歯科衛生士は、予防的歯石除去として歯科衛生士法で定められた業務として行うものと歯科診療補助として歯石除去を主治医の指示で行うものとがある。

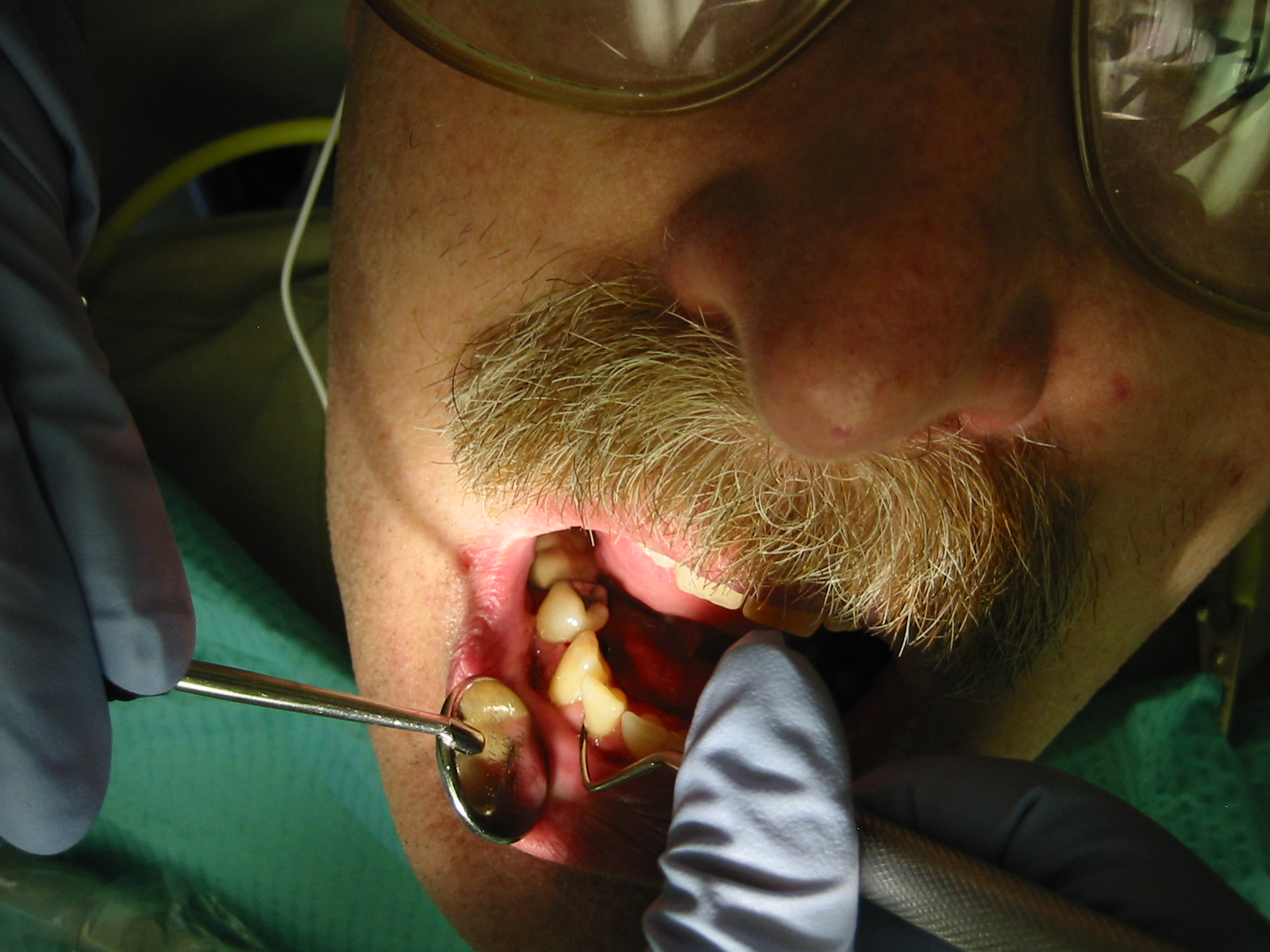
スケーリングの様子
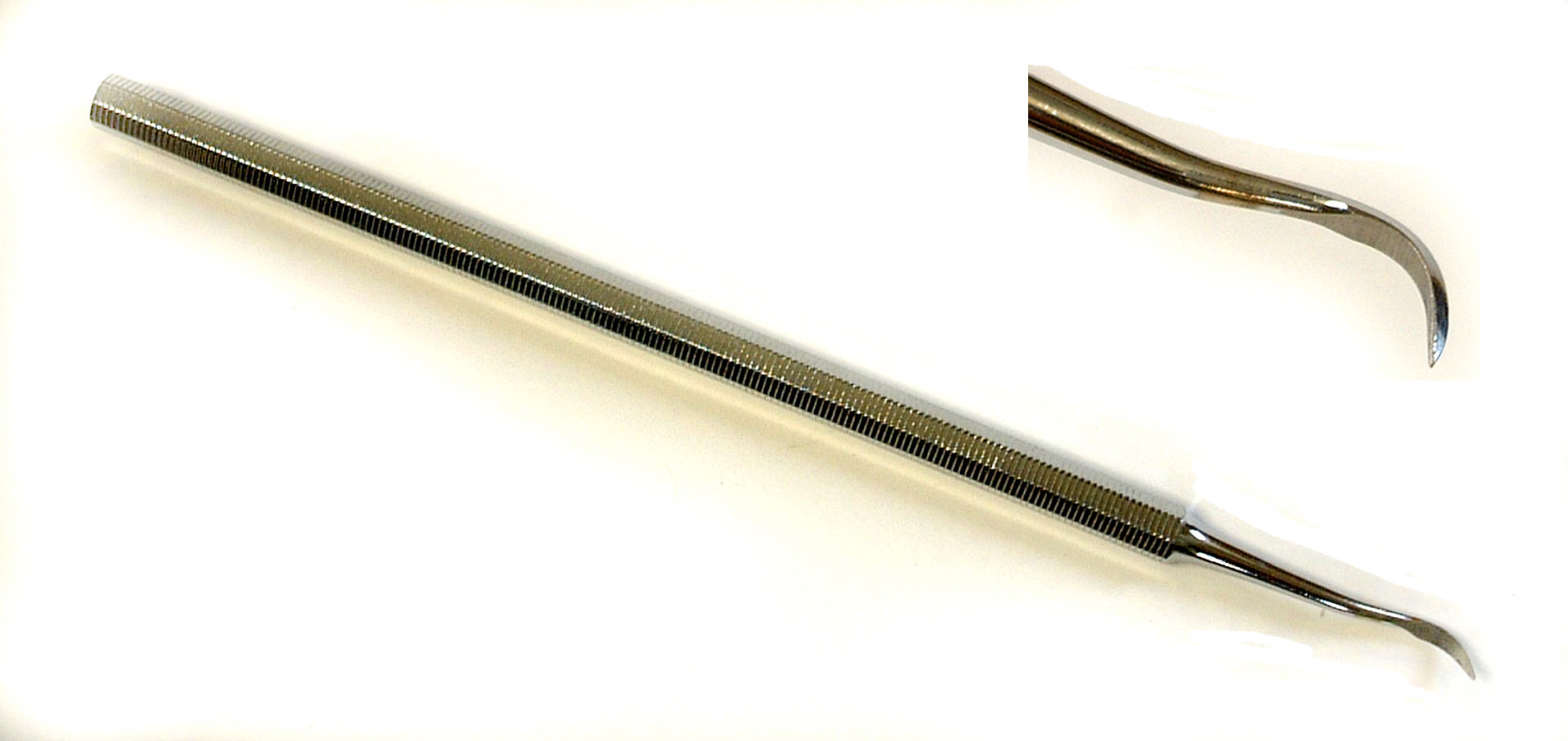
手用スケーラー